# Closterium sublaterale
Closterium sublaterale  là một loài Song tinh tảo trong họ Desmidiaceae, thuộc chi Closterium.